# 혼다 스케요시
혼다 스케요시(일본어: 本多助芳, 1663년 5월 ~ 1725년 5월 25일)는 에도 시대 중기의 다이묘이다. 무라야마번의 2대 번주, 이토이가와번주, 이야마번의 초대 번주를 지냈다. 혼다씨 히로타카계(広孝系) 제5대 당주.
무랴아마 번의 초대 번주인 혼다 도시나가의 형인 도토미국 기토군 4560석 하타모토인 혼다 스케히사의 둘째 아들로 태어났다. 어릴적 이름은 우노스케(卯之助)이며, 통칭은 신에몬(新右衛門), 유키에(靭負)이다. 관위는 종5위하, 와카사노카미이다.
겐로쿠 5년 12월에 숙부인 도시나가가 사망하자 양자가 되어 이듬해에 가문을 계승하고 무라야마 번의 2대 번주가 되었다. 겐로쿠 12년(1699년) 6월에 에치젠 이토이가와번으로 전봉되었고, 교호 2년(1717년) 2월 11일에는 1만석이 추가된 2만석 영지로 시나노 이야마 번으로 옮겨갔다. 하지만 지쿠마강의 수해 등으로 인해 실제 수입은 이토이가와 번에 훨씬 못미쳐 번 재정에 어려움을 겪었고, 그 때문에 영지 교체 등의 공작을 벌여 교호 9년(1724년)에 마침내 실현되었다. 교호 10년(1725년)에 63세로 생을 마감했고, 삼남 야스아키라가 그 뒤를 이었다.